# Pedro Manuel Rojas
Pedro Manuel Rojas Mercado (Santa Rosa, 1828 - Guasdualito, 14 de febrero de 1871) fue un destacado militar venezolano que participó a favor del gobierno de los hermanos Monagas y posteriormente, del bando de los federalistas. Ocupó varios cargos importantes dentro del ejército y como mandatario en el sur occidente del país.

## Vida
Fue hijo de José Gabriel Rojas y de Ana de Jesús Mercado, ambos agricultores le dieron una educación principalmente rural. Rojas se dedicó al mismo oficio que el de sus padres así como también a la cría y el comercio en la hacienda Amable María que se encontraba entre Dolores y Libertad en el estado Barinas. En 1858, al enterarse de la Revolución de Marzo contra el presidente José Tadeo Monagas se encargó de organizar un grupo de personas para defender su régimen. Al año siguiente, cuando Monagas cayó y se inició la Guerra Federal, Rojas liquidó todos sus negocios y junto con doce hombres armados, se metió en la lucha a favor de la Federación. El 25 de abril de ese año se unió a las fuerzas del general Ezequiel Zamora a las orillas del río Santo Domingo. El 28 de agosto participó con el rango de coronel en la defensa contra el general Nicolás Brito en la ciudad de Nutrias.
Durante 1860, tuvo una alta actividad guerrillera en las poblaciones alrededor de Guanare y Nutrias. El 21 de enero de 1861, los federalistas sufrieron una derrota importante en Barinas por lo que se dispersaron, Rojas fue perseguido por el comandante centralista Manuel Herrera quien lo obligó a huir hacia el territorio de Villa de Arauca en Colombia. Allí se encontró con el general José Loreto Arismendi. A mediados del año siguiente lograron contraatacar, el  11 de agosto de 1861 derrotaron a los centralistas que ocupaban El Gavilán y el 19 de enero de 1862 a los de El Mamón.
Entre los federalistas se le conoció como el general en jefe del Ejército del Sur de Occidente. Participó en varias campañas en Guanare y en San Fernando de Apure. Organizó una escuadrilla fluvial que recorrió el río Apure hasta Apurito. Al finalizar la guerra con la victoria de los federalistas, Rojas fue llamado a Caracas como miembro de la Asamblea Nacional Constituyente reunida a finales de 1863, pero este no asistió a las sesiones, permaneció junto a su ejército resguardando los llanos hasta que en el año siguiente el presidente Juan Crisóstomo Falcón le ordenó licenciarlo.
El 14 de marzo de 1864, fue nombrado por el presidente como jefe del distrito militar del sur de occidente. En marzo de 1865, suprimió un alzamiento contra el presidente del estado Zamora, el general Juan Pablo García, en Barinas. Al año siguiente, fue nombrado presidente del Gran Estado Zamora (que incluía las provincias de Apure, Barinas y Portuguesa).
Durante la crisis entre 1867 y 1868 en la que se debatía la sucesión del poder político, dentro del congreso, un grupo de opositores a Falcón apoyaron la candidatura de Rojas como sucesor; sin embargo, quien fue designado como presidente fue el general Manuel Ezequiel Bruzual. Como respuesta, el Estado Zamora dejó de obedecer al gobierno de Caracas, el general Rojas quedó a la cabeza del ejército de ese estado como comandante en jefe. Al concluir la Revolución Azul, Rojas se vio en desventaja y tuvo que huir de nuevo hacia Colombia. Se residenció en Cúcuta hasta octubre de 1870, cuando formó un movimiento armado que triunfó en San Cristóbal, tomó el mando civil y militar del estado Táchira como federalista. Semanas después, un ejército enviado por el general Antonio Guzmán Blanco lo obligó al cese de sus funciones.
Regresaba a sus posesiones de Barinas cuando repentinamente enfermó en el tránsito, muriendo en Guasdualito. Sus restos fueron trasladados a Caracas e inhumados el 10 de agosto de 1876 en el Panteón Nacional de Venezuela.